# Тревіньяно-Романо

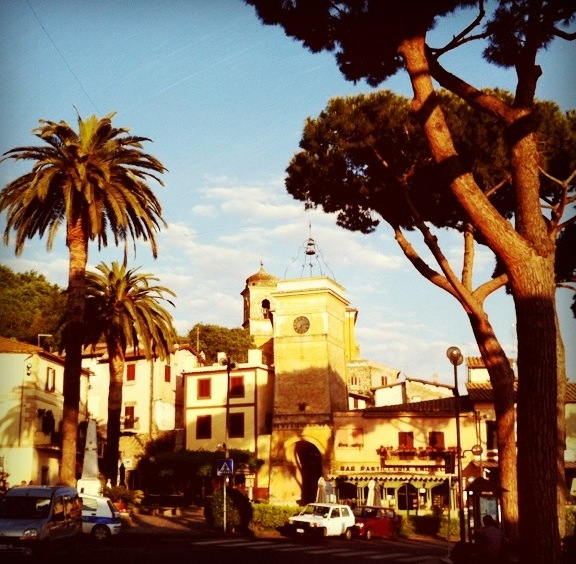
Тревиньано-Романо

Тревіньяно-Романо (італ. Trevignano Romano) — муніципалітет в Італії, у регіоні Лаціо,  метрополійне місто Рим-Столиця.
Тревіньяно-Романо розташоване на відстані близько 35 км на північний захід від Рима.
Населення — 5703 особи (2014).

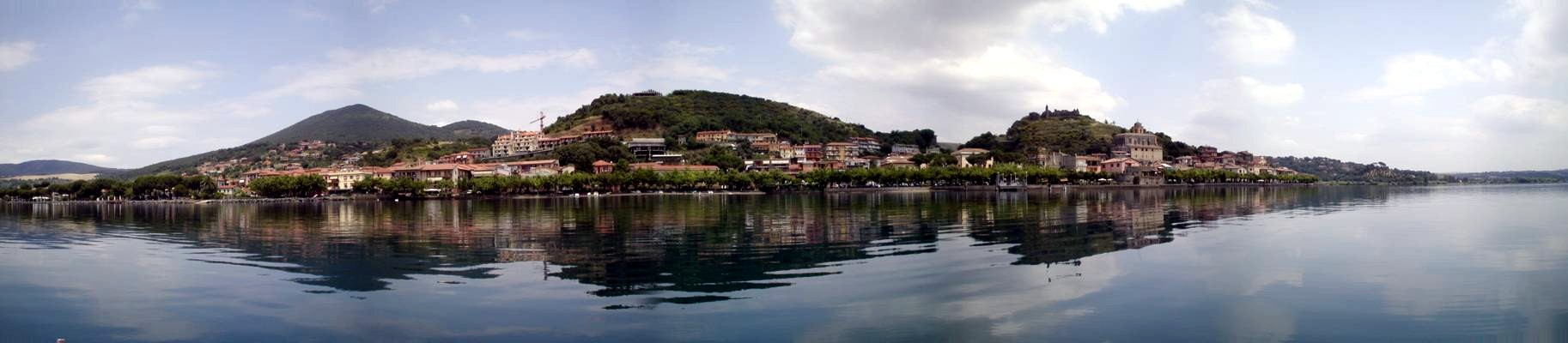

Щорічний фестиваль відбувається 20 травня. Покровитель — San Bernardino da Siena.

## Демографія
Населення за роками:

Станом на 1 січня 2023 року в муніципалітеті офіційно проживав 841 іноземець з 56 країн, серед них 551 громадянин країн Євросоюзу та 24 громадяни України.

## Сусідні муніципалітети
- Ангуїллара-Сабація
- Браччано
- Кампаньяно-ді-Рома
- Монтерозі
- Непі
- Рим
- Сутрі